# A Bonaparte liberatore
(Orazione A Bonaparte, premessa all'edizione genovese del 1799)
A Bonaparte liberatore è un'ode scritta dal giovane Ugo Foscolo, firmata col nome di "Niccolò Ugo" (affiancando cioè il nome di battesimo allo pseudonimo, secondo una sua abitudine di quegli anni), che fu stampata a Bologna nel maggio del 1797 e, con l'aggiunta di una lettera diretta a Napoleone, nota come Orazione a Bonaparte (o Dedicatoria a Bonaparte), e numerose varianti, a Genova nel novembre del 1799, quando il poeta, soldato delle truppe francesi, si trovava nella città ligure.

## Le due edizioni principali
La prima edizione vide la luce a Bologna nel maggio 1797, finanziata da spese pubbliche. L'autore la dedicò alla città di Reggio, « animatrice d'Italia », che si era emancipata dal governo estense e aveva fatto prigionieri gli Austriaci in fuga da Mantova, mentre Napoleone otteneva vittorie decisive nell'Italia settentrionale e suscitava l'entusiasmo del Foscolo.
Il trattato di Campoformio del 17 ottobre amareggiò profondamente Foscolo, che lasciò la città, diretto a Bologna, e incrinò i suoi sentimenti non tanto verso lo stesso condottiero francese, quanto quella mancata realizzazione pratica in Italia dei sogni giacobini che tanto avevano animato il giovane Foscolo e che l'avrebbero accompagnato per tutta la sua poetica. L'ode ebbe comunque altre ristampe fino a quando, nel novembre 1799, il poeta la pubblicò a Genova, accompagnandola con un'Orazione, in cui esortava Bonaparte ad accorrere in aiuto degli italiani e a non lasciarsi tentare dalle seduzioni della tirannide.
Risale al 10 settembre 1798 un'Annotazione che il Foscolo scrisse sulla « pagina di guardia del frontespizio di un esemplare della prima edizione », acquistata nella città felsinea, dove il poeta era tornato « dopo sedici mesi » di assenza. L'autore vi annunciava l'intenzione di apportare all'ode molte correzioni e, a suo dire, soprattutto la terza e l'ottava strofa erano « bisognose di gran cangiamento ».
Infatti, l'ottava strofa dell'edizione genovese è molto diversa: in particolare, se prima si immaginava genericamente il trionfo, nella penisola, delle « sante leggi » (v. 197), ora si invoca esplicitamente l'unità nazionale: « ve' ricomporsi i tuoi volghi divisi » (v. 193).
L'ode è composta da nove strofe, ciascuna di ventisei versi, endecasillabi e settenari.

## Contenuto
Viene invocata la dea Libertà che è fuggita da Roma al tempo della tirannia, perché ispiri il poeta in questo felice momento, in cui non viene più considerato un delitto dire la verità. La dea giunge in Italia inneggiata dal canto dei combattenti, tra i quali uno sfodera la spada e, preceduto dalla Gloria e seguito dalla Vittoria e dalla Fama, fa strage. Il poeta si chiede che cosa ha spinto la dea a giungere in Italia, che una volta era regina ed ora è schiava, da riva straniera.
Roma ha assistito al rovesciamento dei troni, ha visto insediarsi nuovi Neroni e nuovi imperi costruiti sulle stragi, sulla violenza e il peccato fino a quando Dio disse "non più!". Ma l'Italia non si è liberata dai livori e dalla schiavitù, Roma e Firenze invocano la libertà, mentre le altre regioni si dilaniano nelle lotte interne e Torino tenta inutilmente di liberarsi dalla prigionia.
Ma la Libertà chiama alle armi e infonde forza al suo giovane eroe che abbatte ogni ostacolo e così dalla Francia si diffonde ovunque il nome "Libertà". Mentre l'Italia brucia nella guerra e la Germania è pronta a spiccare il suo volo rapace, essa viene vinta e il novello guerriero, incitando e vincendo, occupa il suolo alemanno e doma la pontificia Roma portando la Libertà all'Italia che, non più soffocata dalla tirannide, vive serena retta da buone leggi godendo nuovamente di ricca agricoltura e di commercio.
L'ode termina con un invito alla Virtù, perché non esiste Libertà né amor patrio senza di essa e lo straniero è sempre in agguato.